# Dendropemon caribaeus
Dendropemon caribaeus är en tvåhjärtbladig växtart som beskrevs av Krug & Urban. Dendropemon caribaeus ingår i släktet Dendropemon och familjen Loranthaceae. Inga underarter finns listade i Catalogue of Life.